# Sortbrun blåfugl
Sortbrun blåfugl (Aricia artaxerxes) er en sommerfugl af Blåfuglefamilien. Den er udbredt i Europa, Nordafrika og Asien. I Danmark findes den få steder i landet, bl.a. i bevokset klit langs Vendsyssels nordvestkyst, men er i øvrigt almindelig i resten af Norden. Arten ligner meget rødplettet blåfugl, men er lidt større med svagere tegninger. I Danmark lever larven af sortbrun blåfugl af planten blodrød storkenæb. Den flyver i en enkelt generation årligt og kan ses i juni og juli.
Arten blev første gang videnskabeligt beskrevet af den tyske zoolog Johan Christian Fabricius i 1793.